# 정지아 (작가)
정지아(1965년 ~ )는 대한민국의 소설가이다.

## 약력
중앙대학교 문예창작학과를 졸업하고 동 대학원에서 석사학위와 박사학위를 받았다. 1990년 《빨치산의 딸》을 출간하며 작품 활동을 시작했으나 국가보안법에 위배된다는 이유로 판매금지 조치를 당했고, 2005년 복간되었다. 1996년 조선일보 신춘문예에 단편소설 〈고욤나무〉가 당선되어 등단했다. 제7회 이효석문학상(2006), 제14회 한무숙문학상(2009), 오늘의 소설상(2009)을 수상했다.

## 저서

### 장편소설
- 《빨치산의 딸 상》(실천문학사, 1990)
- 《빨치산의 딸 중》(실천문학사, 1990)
- 《빨치산의 딸 하》(실천문학사, 1990)
- 《아버지의 해방일지》(창비, 2022) ISBN 978-89-364-3883-8

#### 복간판
- 《빨치산의 딸 1》(필맥, 2005) ISBN 978-89-910-7111-7
- 《빨치산의 딸 2》(필맥, 2005) ISBN 978-89-910-7112-4

### 소설집
- 《행복》(창비, 2004) ISBN 978-89-364-3679-7
- 《봄빛》(창비, 2008) ISBN 978-89-364-3704-6
- 《숲의 대화》(은행나무, 2013) ISBN 9788956606729

### 르포집
- 《벼랑 위의 꿈들》(삶창, 2013) ISBN 978-89-665-5018-0